# 金钢公园
39°08′59″N 117°11′07″E / 39.1498°N 117.1854°E金钢公园坐落于中国天津市河北区中山路和海河东路交口处，毗邻三岔河口和金钢桥。

## 历史
金钢公园原为清代海防公所旧址。1898年，变为慈禧太后莅津阅兵的行宫。1902年，改为直隶总督衙门。1949年，原址改建为金钢公园。

## 现状
金钢公园占地面积1.3万平方米，主要由主景区、健身运动广场、假山喷泉和文化长廊四大区域组成。园内栽有云杉、金枝槐、柿树、日本樱花、马褂木、五角枫等植物。金钢公园的门口设有一座铁质原金钢桥微塑模型，底座上刻有金钢桥的历史。